# بيرني برادي
بيرني برادي (بالإنجليزية: Bernie Brady)‏ هو لاعب كرة قدم أسترالية أسترالي، ولد في 31 أغسطس 1947.

## وصلات خارجية
- بيرني برادي على موقع AustralianFootball.com (الإنجليزية)
- بيرني برادي على موقع AFLtables.com (الإنجليزية)